# Acília Minúcia
Acilia Minutia va ser una llei romana establerta l'any 201 aC sota els cònsols Gneu Corneli Lèntul I i Publi Eli Pet durant la Segona Guerra Púnica, a proposta dels tribuns de la plebs Mani Acili Glabrió i Quint Minuci Therme, que atorgava poders a Publi Corneli Escipió Africà Major per fer la pau amb els cartaginesos.